# Gerovo
Gerovo je naselje u Hrvatskoj u sastavu Grada Čabra. Nalazi se u Primorsko-goranskoj županiji. 

## Zemljopis
Sjeverno su Vode i Prhci, sjeveroistočno su Smrečje, Mali Lug, Podstene, Fažonci, Zamost i Smrekari, istočno je Hrib, južno je Gerovski Kraj. Nacionalni park Risnjak je istočno i južno.

## Stanovništvo
| broj stanovnika | 676   | 695   | 563   | 733   | 649   | 835   | 813   | 892   | 681   | 796   | 1210  | 807   | 840   | 807   | 722   | 689   | 593   |
|                 | 1857. | 1869. | 1880. | 1890. | 1900. | 1910. | 1921. | 1931. | 1948. | 1953. | 1961. | 1971. | 1981. | 1991. | 2001. | 2011. | 2021. |

## Šport
- NK Snježnik Gerovo